# 兵藤和行
兵藤 和行（ひょうどう かずゆき、1964年7月14日 - ）は、1996年アトランタオリンピックヨット（ソリング級）日本代表選手、2001年Ｊ24世界選手権優勝。同志社大学ヨット部監督として後進の育成に努めている。

## 略歴
1964年7月14日に生まれ滋賀県で育った。1979年に滋賀県立膳所高等学校に入学しスナイプ級ヨットと出会い、ヨット競技を始める。1982年同志社大学に入学しヨット部に入部、大学でもスナイプ級に乗り、インカレを2度制す。卒業後は国体成年男子スナイプ級で1987年、1988年と二連覇を達成した。アメリカズ・カップには1992年、1995年、2000年の3大会に出場。アトランタオリンピックヨット競技ソリング級の代表、2001年J/24世界選手権にスキッパーとして参加し優勝した。